# Kevin Pilkington
Kevin William Pilkington (Hitchin, 8 de março de 1974) é um futebolista inglês que joga como goleiro. Atualmente defende o Cambridge United, onde também é treinador de goleiros.

## Carreira
Profissionalizou-se aos 18 anos, no Manchester United, tendo atuado em apenas 6 partidas entre 1992 e 1998 - foi emprestado, ainda, para Rochdale (também atuou em 6 jogos), Rotherham United (17 partidas) e Celtic (nenhum jogo).
Jogou ainda por Port Vale, Aberystwyth Town e Wigan Athletic, porém foi com as camisas de Mansfield Town e Notts County que o goleiro obteve mais êxito, atuando em 311 partidas na primeira passagem dele por ambos os clubes (170 pelos Stags, 141 pelos Magpies). Defendeu também o Luton Town entre 2009 e 2010 (inicialmente por empréstimo), sendo contratado em definitivo em 2010. Voltaria a jogar no Mansfield Town ainda por 3 meses, antes de voltar ao Luton em janeiro do ano seguinte. Em 2012, voltou ao Notts County, jogando apenas 3 partidas em 5 temporadas, trabalhando ainda como preparador de goleiros do clube.
Em 2017, assinou com o Cambridge United para ser apenas treinador de goleiros, porém foi registrado como jogador para a temporada 2018-19 da quarta divisão, ficando no banco de reservas justamente contra o Notts County, em agosto.